# Famille Abrikossov
 (juillet 2024).
Si vous disposez d'ouvrages ou d'articles de référence ou si vous connaissez des sites web de qualité traitant du thème abordé ici, merci de compléter l'article en donnant les références utiles à sa vérifiabilité et en les liant à la section « Notes et références ».

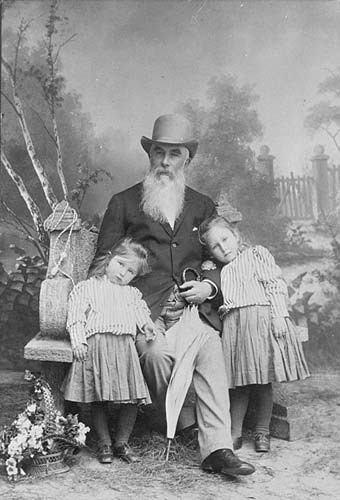
Alexeï Ivanovitch Abrikossov et ses petites-filles dans les années 1890.

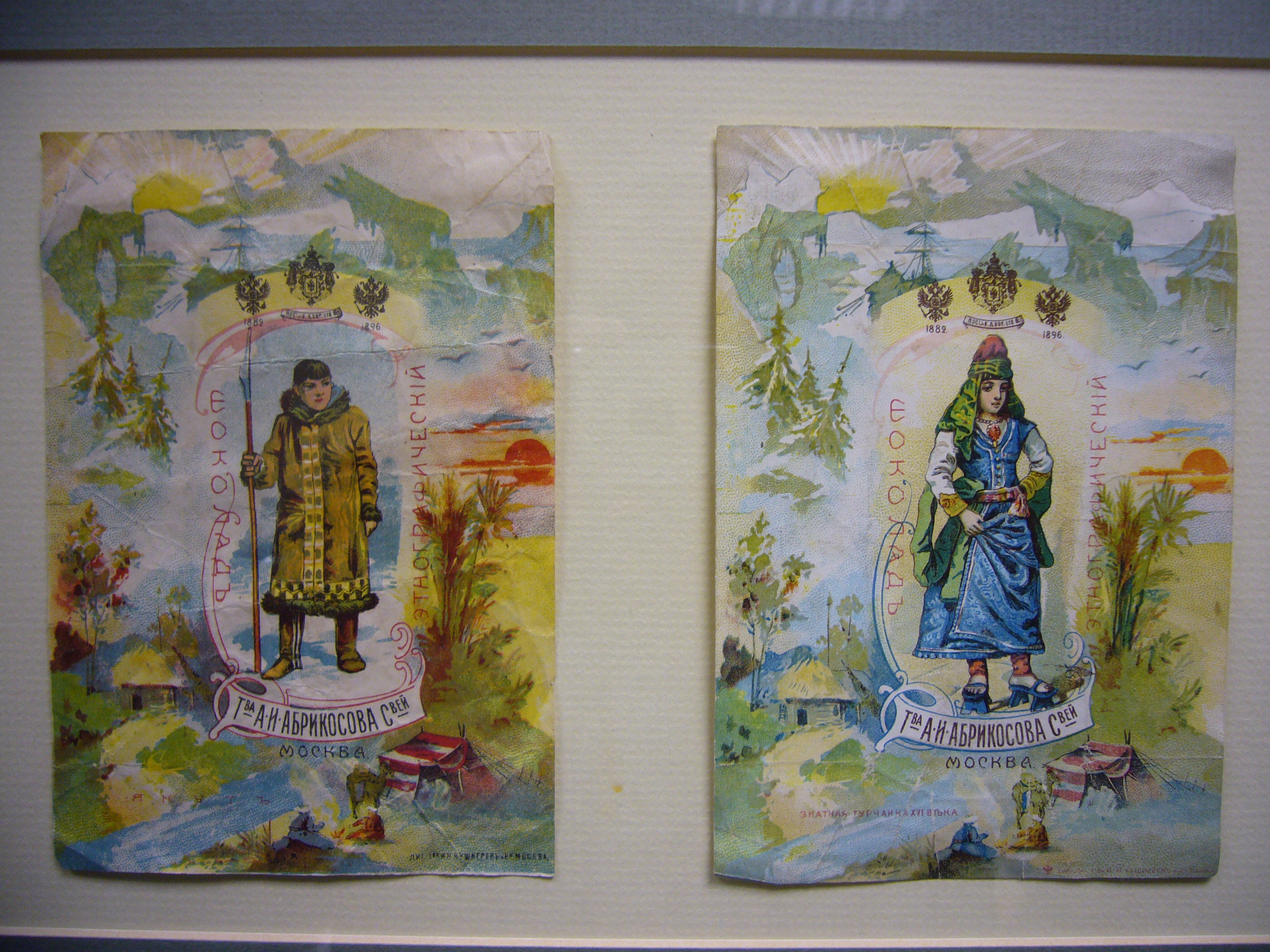
Papiers de chocolat Abrikossov, de la série ethnographique : à gauche le Yakoute, à droite, la Turque.

La famille Abrikossov (Абрикосов, du mot abricot) est une dynastie de riches marchands de Russie qui furent jusqu'à la révolution d'Octobre propriétaires de la « compagnie Alexeï Ivanovitch Abrikossov et Fils », célèbre pour ses produits exotiques et ses confiseries. Ils furent également de grands bienfaiteurs dans le domaine social. Un de leurs descendants est prix Nobel de physique, d'autres se sont illustrés dans le domaine de la médecine, du théâtre ou de la religion à l'instar d'Anna Ivanovna Abrikossova (en religion Mère Catherine), convertie au catholicisme (procès de béatification en cours). 

## Filiation
1. Fondateur de la lignée — Stepan Nikolaïevitch (1737 - vers 1812), ancien serf du village de Troïtsky dans l'ouiezd de Tchembar. Il reçoit son nom de famille en 1814, car il avait un don pour faire des pâtisseries aux abricots ; certains pensent aussi que ce nom est dérivé d'« obrok » qui signifie la redevance des serfs.
  1. Ses fils — Ivan Stepanovitch (1790/92-1848) et Vassili Stepanovitch (1791-1848) — deviennent marchands à Moscou, mais ils font faillite et leurs biens sont vendus pour dettes en 1842.
    1. Alexeï Ivanovitch remonte les affaires et ouvre une usine de confiserie dans la seconde moitié du XIXe siècle, la « compagnie Alexeï Ivanovitch et Fils » («Товарищества А. И. Абрикосова Сыновей») (aujourd'hui la société « Babaïevski ») ; il est également propriétaire de magasins de denrées exotiques et de thé à Moscou, et reçoit l'agrément de fournisseur de Sa Majesté Impériale, il préside le conseil de la Banque des Comptes et accède au rang de conseiller d'État effectif.
    2. Sa femme Agrippina Alexandrovna (1832-1911), fille du richissime industriel en tabac, A. B. Moussatov, donne le jour à vingt-deux enfants. En 1889, elle fonde et soutient une maternité de deux cents places (aujourd'hui maternité Abrikossov no 6). Dix-sept de ses enfants survivent et reçoivent une éducation supérieure. En 1873, les fils Abrikossov rachètent à leur père l'usine de confiserie et fondent en 1874 une maison de commerce, dont le nom à partir de 1880 est « compagnie des Fils d'A. I. Abrikossov ». Les directeurs acquièrent le rang de bourgeois d'honneur à titre héréditaire : ce sont les frères Nikolaï, Ivan, Alexeï, Vladimir et Guéorgui :
      1. Nikolaï Alexeïevitch (1850-1936) ;
        1. Sergueï Nikolaïevitch (1873 - dans les années 1940) — directeur de l'usine Abrikossov et Fils ;
        2. Chrisanphe Nikolaïevitch (1877-1957) — disciple et correspondant de Tolstoï ; il épouse Natalia Léonidovna, née Obolenskaïa ; 1881-1955)
          1. Ilya Chrisanphovitch (1915-1999) — géologue, découvre le site pétrolifère d'Olkhovka, dans la région de Volgograd ;
            1. Andreï Ilitch (né en 1947) — avec Dmitri Petrovitch, Piotr Borissovitch et Ilya Chrisanphovitch, il donne une nouvelle renaissance aux affaires familiales ;

      2. Ivan Alexeïevitch (1853-1882) ;
        1. Alexeï Ivanovitch (1875-1955) — médecin en pathologie anatomique, académicien de l'académie des sciences d'URSS et de l'académie de médecine, héros du travail socialiste ;
          1. Alexeï Alexeïevitch (1928-2017) — physicien, académicien et lauréat du prix Nobel de physique, naturalisé américain ;

        2. Dmitri Ivanovitch (1876-1951) — diplomate.
        3. Boris Ivanovitch (1877-1942) — juriste, il épouse sa cousine Margarita Alexeïevna (cf. infra)
          1. Piotr Borissovitch (1920-1998) — avocat ;
            1. Dmitri Petrovitch (né en 1964) — directeur général de la nouvelle compagnie Abrikossov et Fils

        4. Anna Ivanovna (en religion Mère Catherine ; 1886-1936) — se convertit au catholicisme (de rite oriental) avec son cousin et mari Vladimir Vladimirovitch Abrikossov, elle devient religieuse dominicaine (cf. infra) ;

      3. Alexeï Alexeïevitch (1856-1931) — éditeur de la revue Questions de philosophie et de psychologie («По вопросам философии и психологии»). Sa femme est Nadejda Nikolaïevna, née Khloudova[1] (1862-1936) qui épouse après son divorce en secondes noces l'homme politique Karel Kramář ; après 1917, elle soutient avec énergie les Russes émigrés à Prague ;
        1. Margarita Alexeïevna (1883-1928), épouse son cousin, Boris Ivanovitch, avocat ;
        2. Lev Alexeïevitch (1885 - pas avant 1941)
          1. Andreï Lvovitch (1906-1975), artiste du Peuple d'URSS, acteur et directeur du théâtre Vakhtangov (1953-1959), lauréat du prix d'État d'URSS ;
            1. Grigori Andreïevitch (1932-1993) — acteur de théâtre et de cinéma.

      4. Vladimir Alexeïevitch (1858-1922) — directeur du département de Moscou de la société musicale impériale russe et élu de la Douma de Moscou ;
        1. Vladimir Vladimirovitch (1880-1966) — prêtre catholique russe (de rite oriental) et l'un des fondateurs de l'église de la Très-Sainte-Trinité de Paris, épouse sa cousine Anna Ivanovna (Mère Catherine) ;

      5. Guéorgui Alexeïevitch (1861-?) — élu de la Douma (assemblée municipale) de Moscou, dans les années 1909-1916.

## Illustrations

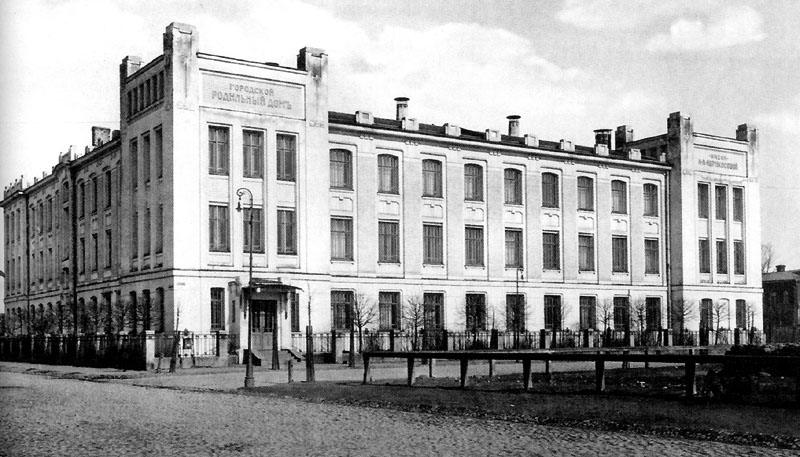
Maternité construite à Moscou par Agrippina Abrikossova; architecte Illarion Ivanov-Schitz (1900-1905)
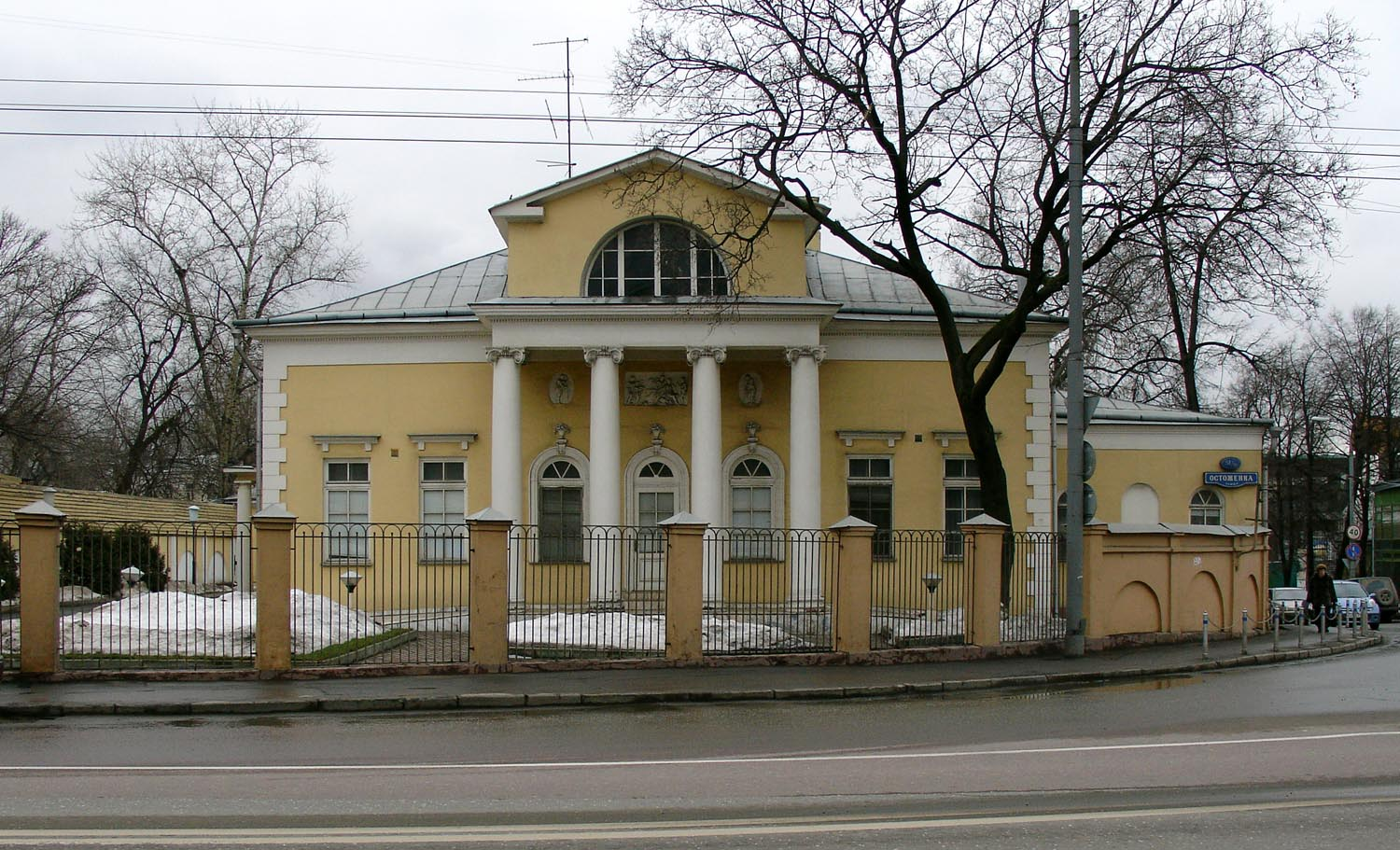
Hôtel particulier Abrikossov, rue Ostojenka à Moscou.
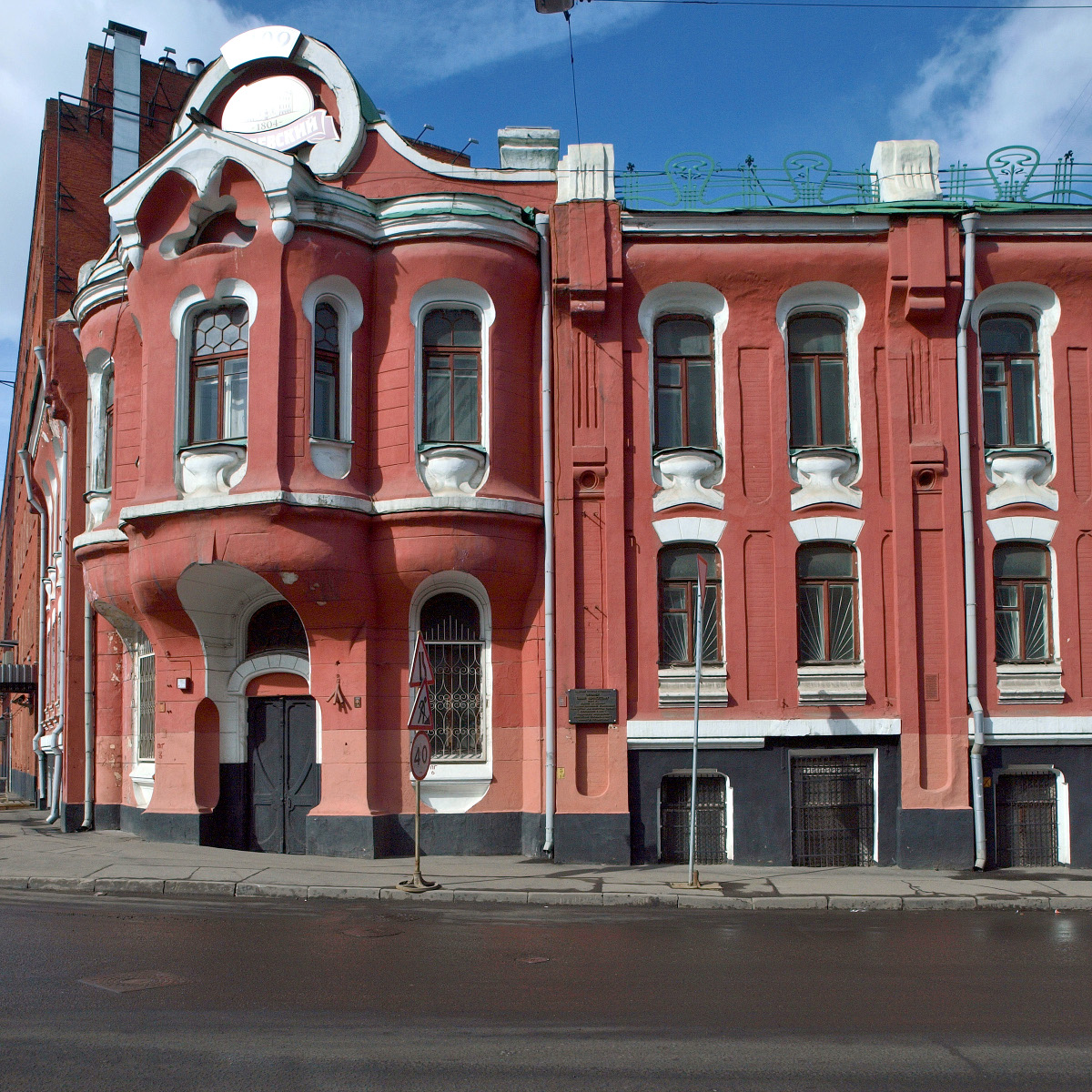
Siège de la direction de la compagnie Abrikossov à Moscou, construit en 1905.

## Propriétés
Les Abrikossov habitèrent plusieurs demeures, dont l'hôtel particulier Abrikossov, rue Ostojenka à Moscou; le palais Svertchkov (à partir de 1867), etc. Les frères Abrikossov étaient les protecteurs et bienfaiteurs de six établissements d'enseignement à Moscou, de la clinique pédiatrique Morozov (fondée par le marchand vieux-croyant Vikoula Morozov), de nombreux comités de bienfaisance et de sociétés charitables.
Leur sépulture familiale est au cimetière Danilov, près du monastère Danilov. Alexeï Ivanovitch et son épouse Agrippina Alexandrovna ont été inhumés au cimetière (aujourd'hui disparu) du monastère Novo-Alexeïevo.